# Collide (album Skillet)
| Recensione | Giudizio |
| ---------- | -------- |
| AllMusic   |          |

Collide è un album studio del gruppo musicale statunitense Skillet, pubblicato nel 2003.

## Tracce
1. Forsaken – 4:12
2. Savior – 4:34
3. A Little More – 4:49 (Paul Ebersold)
4. My Obsession – 5:00 (Korey Cooper)
5. Collide – 5:38
6. Fingernails – 5:06
7. Imperfection – 4:06
8. Under My Skin – 4:05 (Korey Cooper)
9. Energy – 3:56
10. Cycle Down – 3:58

Lava Records Reissue
1. Forsaken – 4:12
2. Savior – 4:34
3. Open Wounds – 3:15
4. A Little More – 4:49 (Paul Ebersold)
5. My Obsession – 5:00 (Korey Cooper)
6. Collide – 5:38
7. Fingernails – 5:06
8. Imperfection – 4:06
9. Under My Skin – 4:05 (Korey Cooper)
10. Energy – 3:56
11. Cycle Down – 3:58

## Formazione
- Lori Peters - batteria
- Ben Kasica - chitarra elettrica e acustica
- Korey Cooper - tastiere, pianoforte, campionatore
- John Cooper - voce, basso

## Classifiche
| Classifica           | Posizione migliore |
| -------------------- | ------------------ |
| The Billboard 200    | 179                |
| Top Christian Albums | 9                  |
| Top Heatseekers      | 5                  |